# Augustine Gbao
Augustine Ato Gbao (* 13. August 1948 in Blama) ist ein ehemaliger paramilitärischer Kommandeur der Revolutionary United Front (RUF) in Sierra Leone. Er ist einer von nur drei führenden Personen der RUF aus dem Bürgerkrieg in Sierra Leone, der für seine Kriegsverbrechen zur Verantwortung gezogen wurde.
Gbao war von 1981 bis 1986 Mitglied der sierra-leonischen Polizei. 1991 wandte er sich der RUF in Liberia zu. Bis 2002 nahm er hochrangige Positionen in der RUF bzw. dem Armed Forces Revolutionary Council (AFRC) ein.
Am 16. April 2003 wurde Gbao verhaftet und musste sich ab dem 5. Juli 2004, gemeinsam mit Morris Kallon und Issa Sesay, vor dem Sondergerichtshof für Sierra Leone verantworten. Am 25. Februar 2009 wurde Gbao in 14 der 18 Anklagepunkte wegen Kriegsverbrechen und Verbrechen gegen die Menschlichkeit verurteilt. Er erhielt eine Freiheitsstrafe von 25 Jahren, die er im Mpanga-Gefängnis in Ruanda verbüßte.
Im September 2020 wurde er vorzeitig, nach Verbüßung von zwei Dritteln seiner Strafe, unter Auflagen entlassen und verbringt seit seiner Rückkehr im Dezember 2020 seinen Lebensabend in Blama im Small Bo-Chiefdom im Distrikt Kenema.